# Eric Bentley
Eric Russell Bentley (* 14. September 1916 in Bolton, Lancashire, Vereinigtes Königreich; † 5. August 2020 in New York City, New York, Vereinigte Staaten) war ein US-amerikanischer Kulturkritiker, Autor, Sänger und Übersetzer.

## Leben
Bentley galt als einer der bedeutendsten Übersetzer Brechtscher Werke ins Englische. Geboren in Großbritannien studierte er an der Oxford University und der Yale University Literaturwissenschaft und arbeitete später an der University of California, Los Angeles (UCLA) als Dozent. Er wurde 1948 amerikanischer Staatsbürger. 1942 lernte Bentley in Hollywood Bertolt Brecht kennen und engagierte sich von da an für ihn und sein Theater. Er blieb Brecht bis zu dessen Tod 1956 freundschaftlich verbunden. Als erstes übersetzte Bentley Szenen aus Furcht und Elend des Dritten Reiches ins Englische, die 1944 unter dem Titel The Private Life of the Master Race veröffentlicht wurden. Weitere Übersetzungen folgten.
Neben den Übersetzungen von John Willett sind die von Bentley heute dominierend im englischsprachigen Raum. Mit The Playwright as Thinker verfasste Bentley 1946 eine vielbeachtete Studie über das moderne Drama, in der er sich u. a. intensiv mit Brechts Werk auseinandersetzte. Bis 2002 war er auch als Sänger und Kabarettist bekannt und veröffentlichte zwei Langspielplatten mit Brecht-Songs. Daneben verfasste er eigene Theaterstücke, so u. a. Sind Sie jetzt oder waren Sie jemals – ein Stück über die Auftritte verschiedener Zeugen vor dem Komitee für unamerikanische Umtriebe.
1969 wurde Bentley in die American Academy of Arts and Sciences und 1990 in die American Academy of Arts and Letters gewählt.

## Schriften
- 1944: A Century Of Hero Worship
- 1946: The Playwright As Thinker
- 1947: Bernard Shaw
- 1956: What Is Theatre?
- 1964: The Life Of The Drama
- 1972: Theater Of War
- 1981: Brecht Commentaries
- 1987: Thinking About The Playwright
- 2008. Bentley on Brecht. 480 Seiten, Northwestern Univ. Pr.; 2008, Sprache: Englisch, ISBN 978-0-8101-2393-9

## Theaterstücke
- 1972: Are You Now Or Have You Ever Been: The Investigations of Show-Business by the Un-American Activities Committee 1947–1958 (dt. Sind Sie jetzt oder waren Sie jemals. Die Ermittlungen gegen das Show-Business durch den Ausschuß zur Untersuchung unamerikanischer Umtriebe 1947–1958, S. Fischer, 1979)
- 1985: Monstrous Martyrdoms (Stückesammlung, darin: Lord Alfred’s Lover, H for Hamlet, German Requiem)